# Шерард Осборн
Шерард Осборн (англ. Sherard Osborn; 25 квітня 1822 — 6 травня 1875) — контр-адмірал Королівського флоту та дослідник Арктики.

## Біографія
Народився в Мадрасі, був сином офіцера Індійської армії. Осборн вступив до флоту як доброволець першого класу в 1837 році, служив до 1844 року на кораблях HMS Hyacinth, HMS Clio та HMS Volage
.
У 1838 році йому було доручено командування канонерським човном під час атаки на Кедах на Малайському півострові, і він був присутній у битві під Кантоном у 1841 році та в битві під Вусунгом у 1842 році. З 1844 по 1848 рік він був артилерійським помічником і лейтенантом на HMS Collingwood, флагмані сера Джорджа Сеймура в Тихому океані.
У 1849 році він брав активну участь у пропаганді нової пошукової експедиції сера Джона Франкліна, а в 1850 році був призначений командувачем парового тендера HMS Pioneer (1850) в арктичній експедиції під керівництвом Гораціо Томаса Остіна, під час якої він здійснив чудову санну подорож до західного краю острова Принца Уельського. Він опублікував звіт про цю подорож під назвою Stray Leaves from an Arctic Journal (1852) і незабаром після цього був підвищений до звання командера.
У новій експедиції 1852–1854 років під керівництвом сера Едварда Белчера він знову взяв участь як командир Pioneer. У 1856 році він опублікував журнали капітана Роберта МакКлура, надавши розповідь про відкриття Північно-Західного проходу. На початку 1855 року він був викликаний на дійсну службу в Кримській війні як капітан HMS Vesuvius (1839). Після значних бойових дій у Чорному морі він був підвищений до звання капітана в серпні 1855 року і був призначений на HMS Medusa, на якому він командував Азовською ескадрою до кінця війни. За ці заслуги він був призначений компаньйоном Ордена Лазні, нагороджений Орденом Почесного легіону та турецьким Орденом Меджидіє.
У 1859 році він опублікував роботу "Круїз у японських водах, бій на «Пейхо» та деякі з перших японських ілюстрацій" (A cruise in Japanese waters, The fight on the Peiho and some of the first Japanese illustrations) (з часів відвантаження в 1620 році Джоном Сарісом), яку він опублікував спочатку в періодичному виданні Once a Week, яке Осборн придбав в Едо в 1859 році.
Як капітан HMS Furious, він брав активну участь в операціях Другої опіумної війни і здійснив складне та заплутане навігаційне завдання, піднявши свій корабель Янцзи до Ханькоу в 1858 році. Він повернувся до Англії зі зламаним здоров'ям у 1859 році, і в цей час він опублікував низку статей на військово-морські та китайські теми в Blackwood's Magazine та написав "Кар'єра, остання подорож і доля сера Джона Франкліна (1860)" (The Career, Last Voyage and Fate of Sir John Franklin (1860)).
У 1861 році він командував HMS Donegal у Мексиканській затоці під час Другої французької інтервенції в Мексику, а в 1862 році взяв на себе команду ескадрою, спорядженою китайським урядом для придушення піратства на узбережжі Китаю. Через невиконання умови, що він повинен отримувати накази тільки від імператорського уряду, він звільнився з цієї посади.

## Флотилія Лея-Осборна
Під час Повстання тайпінів китайський уряд бажав повернути контроль над Нанкіном, який був захоплений повстанськими силами в 1853 році та оголошений їх столицею, але не мав необхідних кораблів для перекидання військ вниз по річці Янцзи та забезпечення вогневої підтримки. Китайський уряд звернувся до британців за допомогою, які погодилися надати допомогу, щоб забезпечити стабільність своїй торгівлі в Китаї.
Китайський імператор, засланий до Жехола, погодився на пропозицію, представлену британським послом сером Фредеріком Брюсом у липні 1861 року, щодо придбання британських канонерських човнів. Роберту Гарту, перекладачеві Імператорської морської митної служби, приписують створення цієї пропозиції. Принц Гун, голова Цзунлі Ямен, призначив Гораціо Нельсона Лея генеральним інспектором нової флотилії. Лей покинув Китай і вирушив до Англії 14 березня 1862 року з письмовими інструкціями від принца Гуна.
Королева Вікторія погодилася на пропозицію 2 вересня 1862 року і дала дозвіл на обладнання суден та наймання екіпажів. Лей призначив капітана Шерарда Осборна командувачем флотилії.
13 лютого 1863 року флотилія «Лея-Осборна», також відома як флотилія Осборна або «Вампір», із сімома паровими крейсерами та кораблем постачання вийшла з Англії та прибула до Китаю у вересні 1863 року. Після прибуття до Китаю Осборн відмовився приймати будь-які накази від місцевих китайських офіцерів, заявивши, що його угода з Леєм передбачала, що будь-які китайські накази повинні надходити безпосередньо від імператора Тунчжи, як це було передано через Лея. Імператорський двір відмовився ратифікувати це, і Осборн 9 листопада 1863 року з роздратуванням подав у відставку, розпустив флотилію та відправив кораблі назад до Англії, жодного разу не вистріливши. Лей був звільнений того ж року китайським урядом і замінений на сера Роберта Гарта.

## Пізніше
У 1864 році він був призначений командувачем HMS Royal Sovereign, першого британського броненосця з баштовою артилерією, щоб випробувати баштову систему суднобудування. У 1865 році він став агентом Great Indian Peninsula Railway Company, а через два роки став керуючим директором Telegraph Construction and Maintenance Company, посаду, яку він обіймав до 1874 року. З 1869 року він був директором International Mid-Channel Telegraph Co. Ltd.
У 1871 році він був призначений капітаном HMS Hercules у флоті Каналу. 12 червня 1873 року він був призначений контр-адміралом.
Його інтерес до арктичних досліджень ніколи не згасав, і в 1873 році він спонукав командера Альберта Гастінгса Маркхама здійснити літню подорож з метою перевірки умов навігації льодами за допомогою пари. Результатом цієї літньої подорожі стала Британська арктична експедиція під керівництвом сера Джорджа Нейрса. Осборн став членом комітету експедиції.

## Смерть

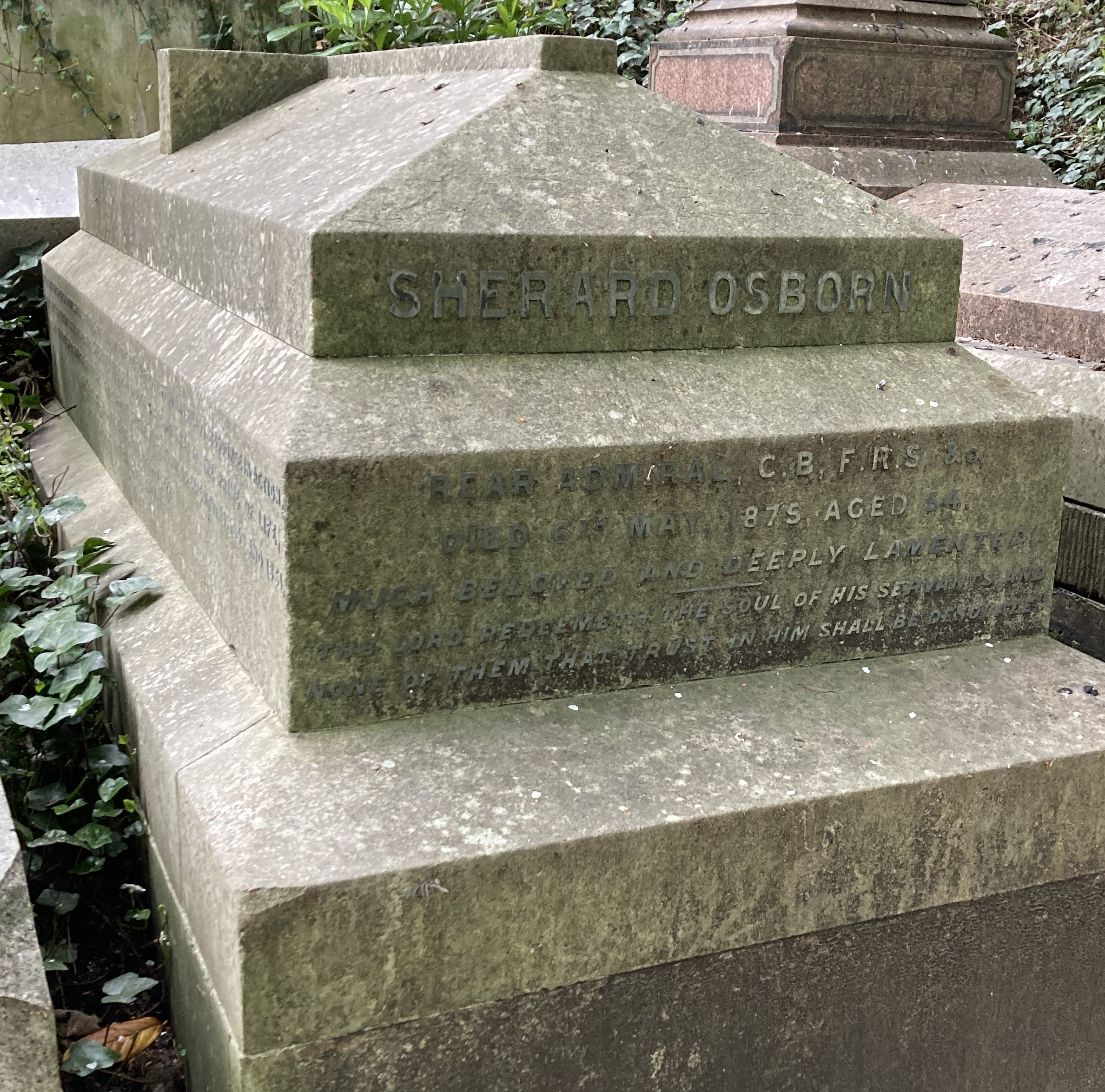
Могила Шерарда Осборна на Хайгейтському кладовищі в Лондоні

Осборн помер у Лондоні 6 травня 1875 року, через кілька днів після відплиття експедиції. Його тіло було поховано на кладовищі Хайгейт 10 травня 1875 року, на похороні були присутні багато з тих, хто служив з ним у Королівському флоті.
Кабельне судно було названо на його честь, а SS Sherard Osborn був спущений на воду в 1878 році для Eastern Extension, Australasia and China Telegraph Company.